# CADPAT

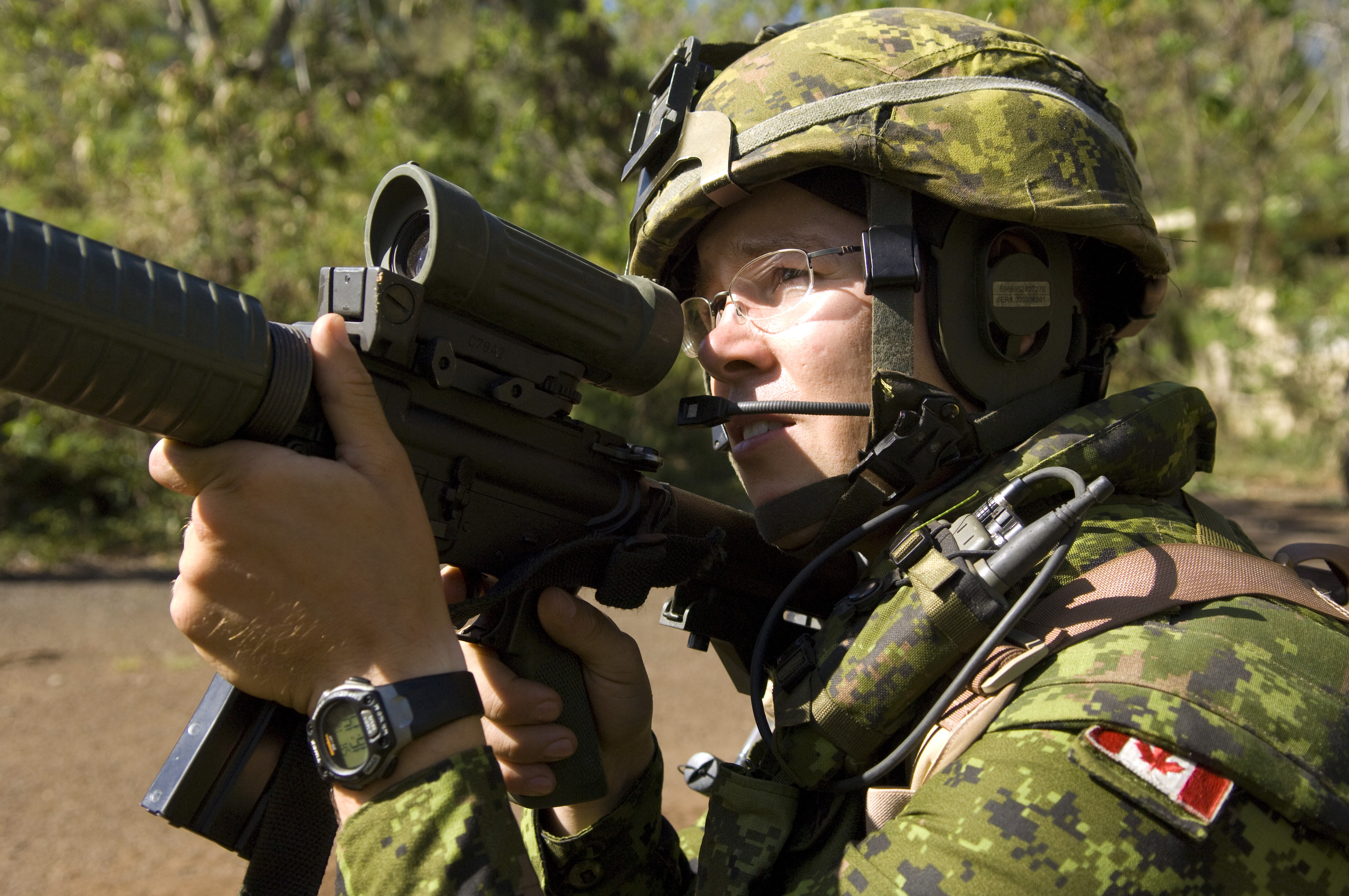
CADPATを使用した装具を着用したカナダ軍兵士

CADPAT（Canadian A Army/Airforce Disruptive PATtern、キャドパット）は、カナダ軍で2002年に採用され、現在まで使用されているデジタル迷彩。

## 概要
デジタル迷彩とはドットで構成された迷彩柄であり、現在ではアメリカやNATO加盟国、ロシア、中国など世界中の軍隊で採用されているが、世界で初めて軍隊に採用されたのがこのCADPATである。
CADPATには、使用する場所によって使い分けられるようにTemperate woodland（森林用）、Arid regions（砂漠用）、Winter/Arctic（寒冷地用）、Urban（市街地用）の4種類が存在している。ドットの構成や配色はコンピューターによって、もっとも効果的な配置にされており、暗視装置に対しても効果を持っている。
カナダ軍では戦闘服、ブーニーハット、戦闘用ヘルメットカバー、タクティカルベスト、ボディアーマーなどにCADPATの迷彩塗装を施しているが、将来的には戦闘靴にも迷彩塗装を施すことを計画している。

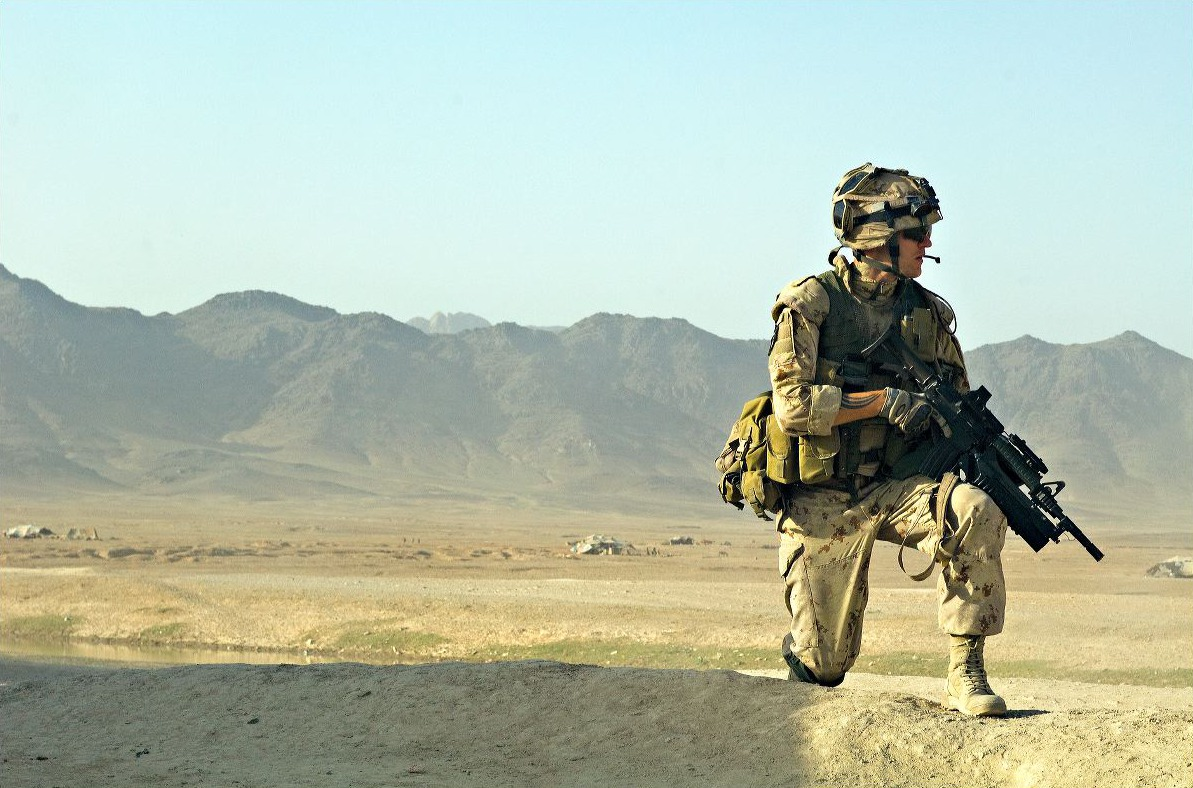
Arid regions(AR)
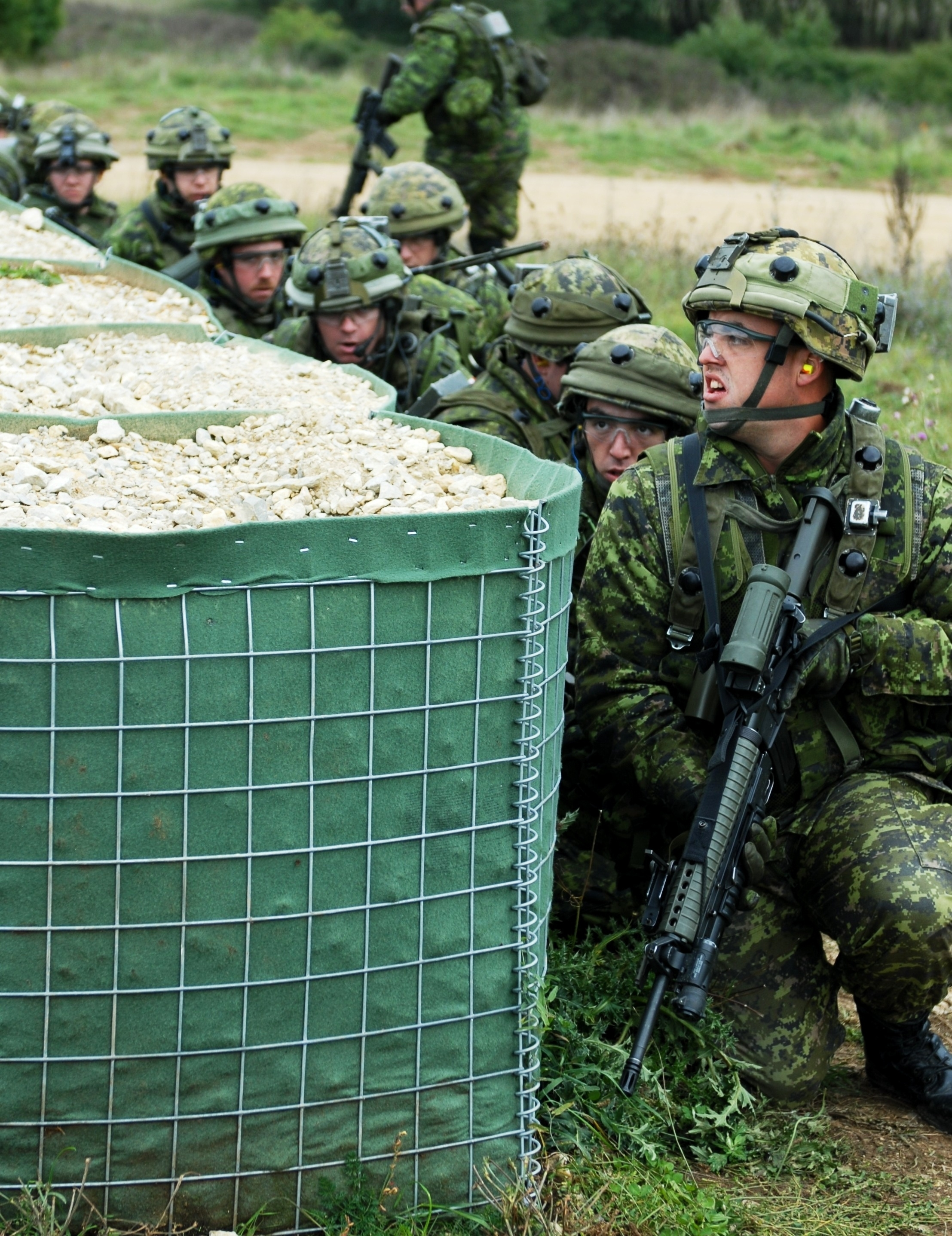
Temperate woodland (TW)
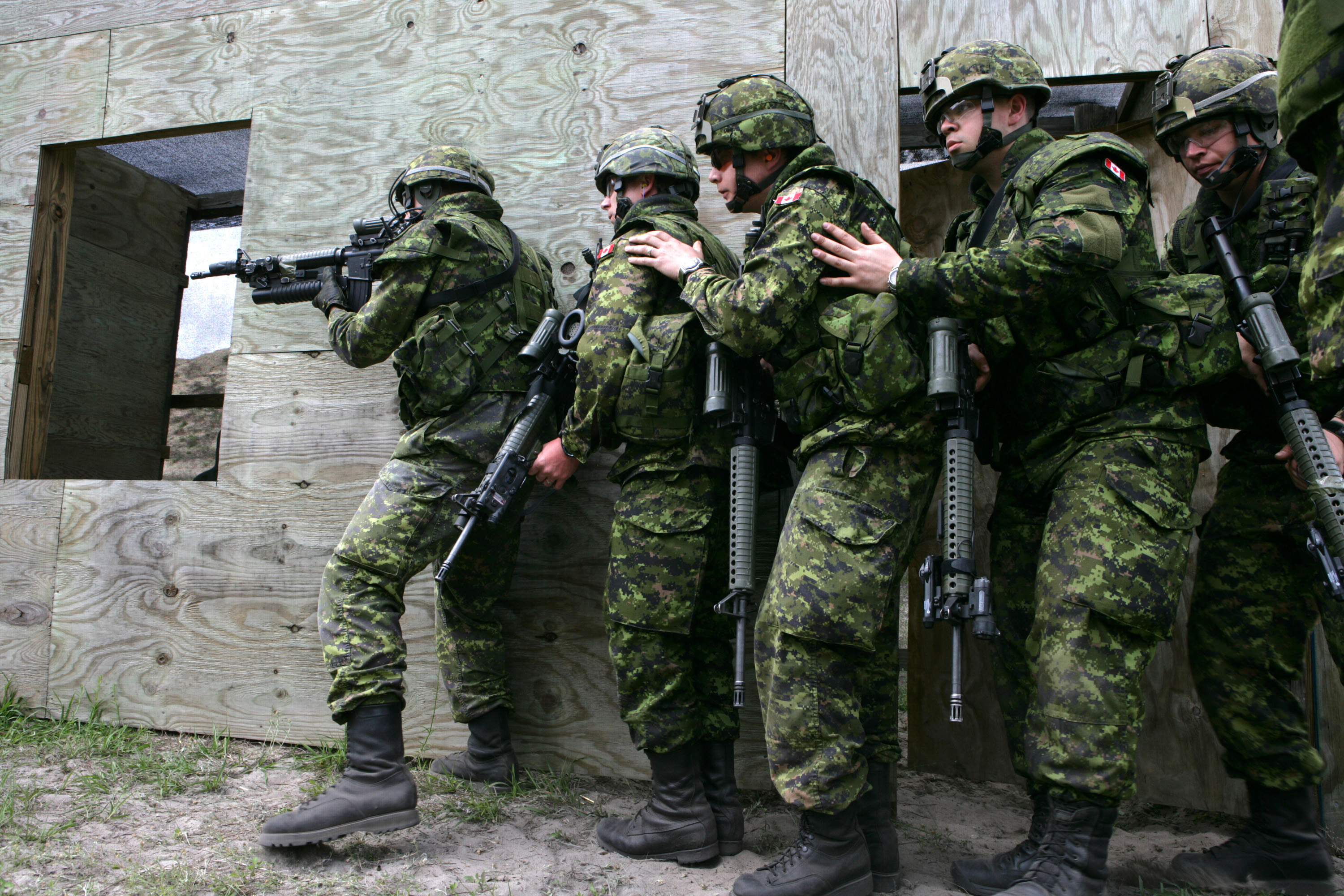
市街地戦闘訓練を行うカナダ軍兵士
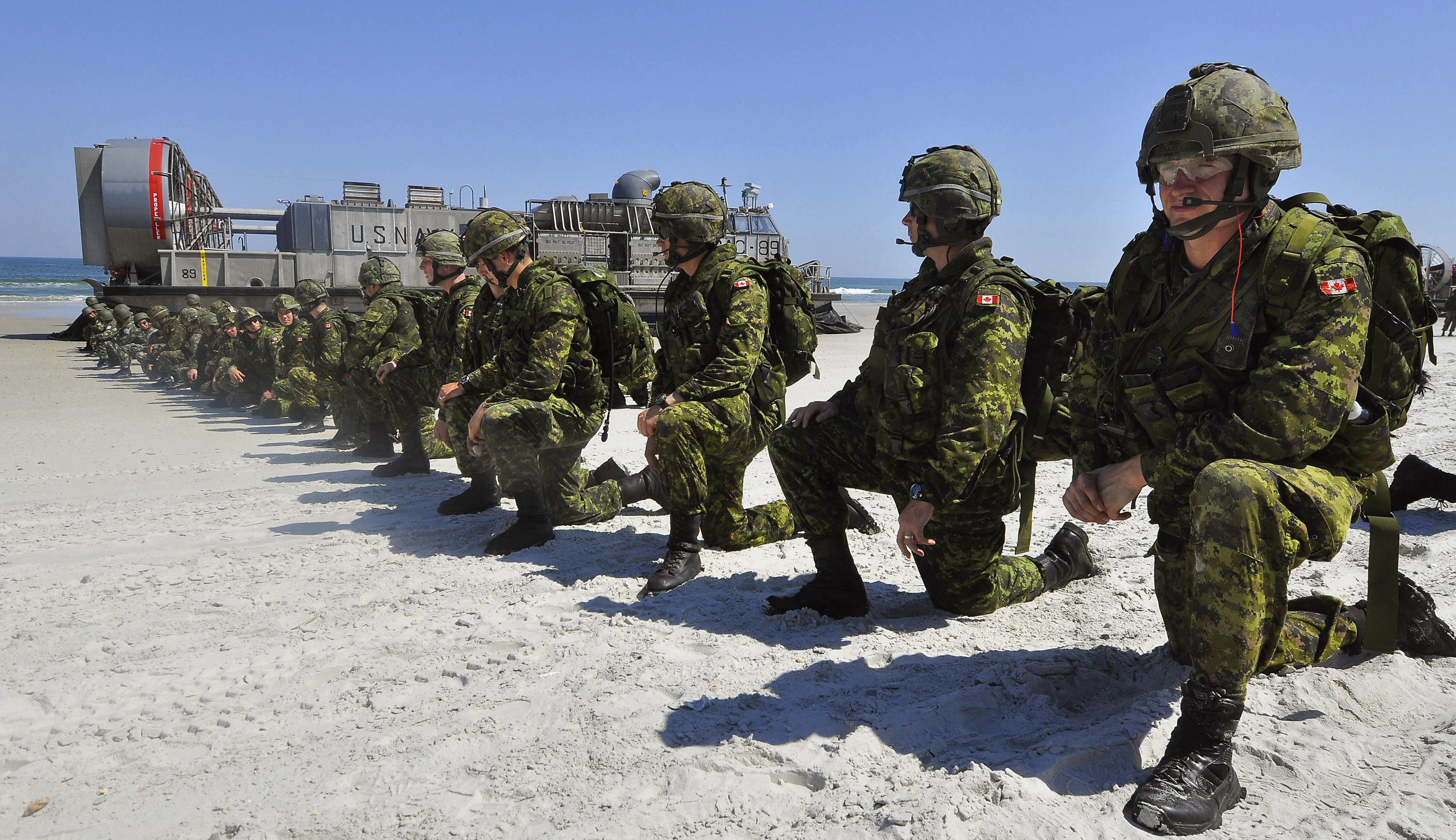
上陸演習を行うカナダ軍兵士
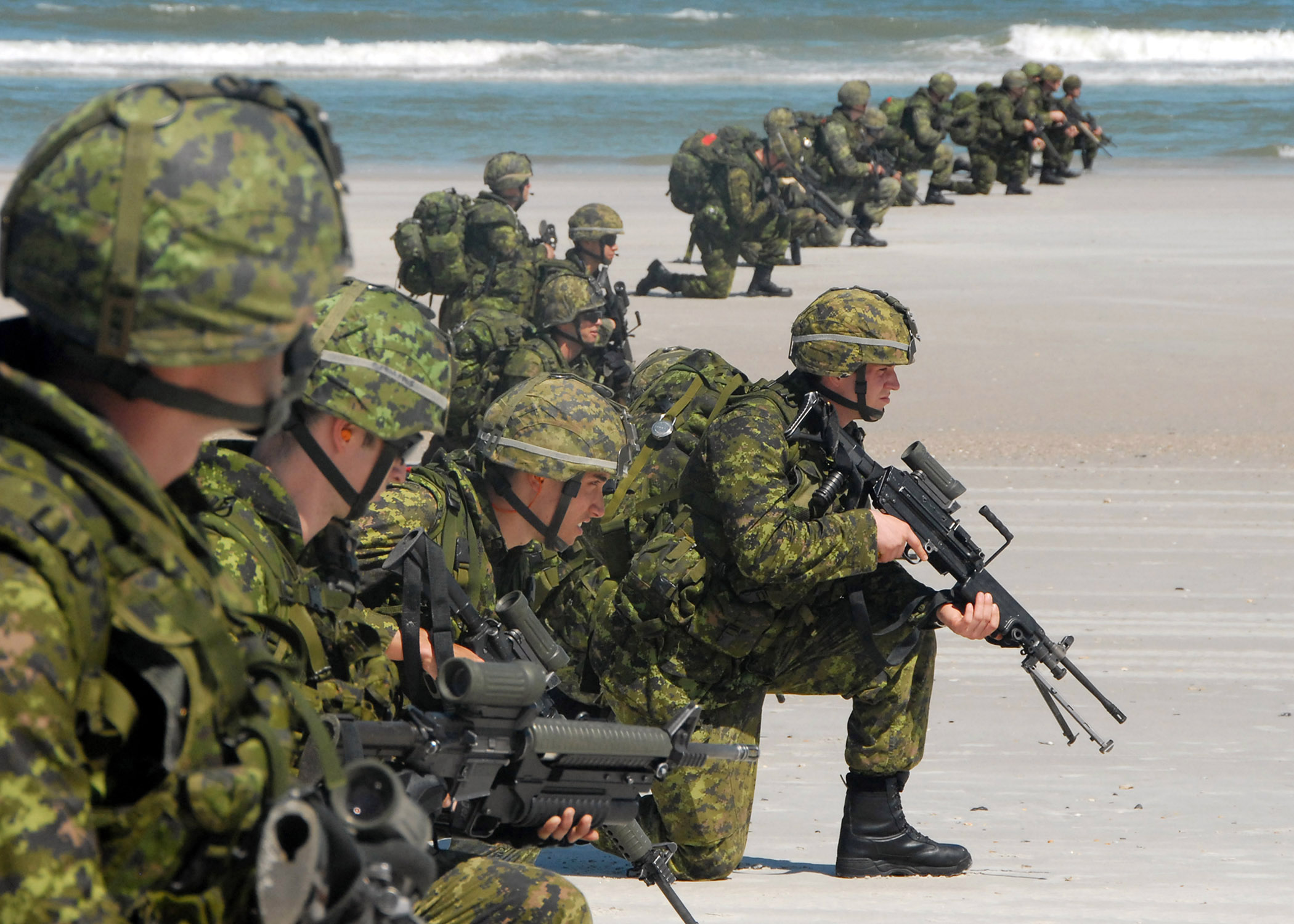
上陸演習を行うカナダ軍兵士
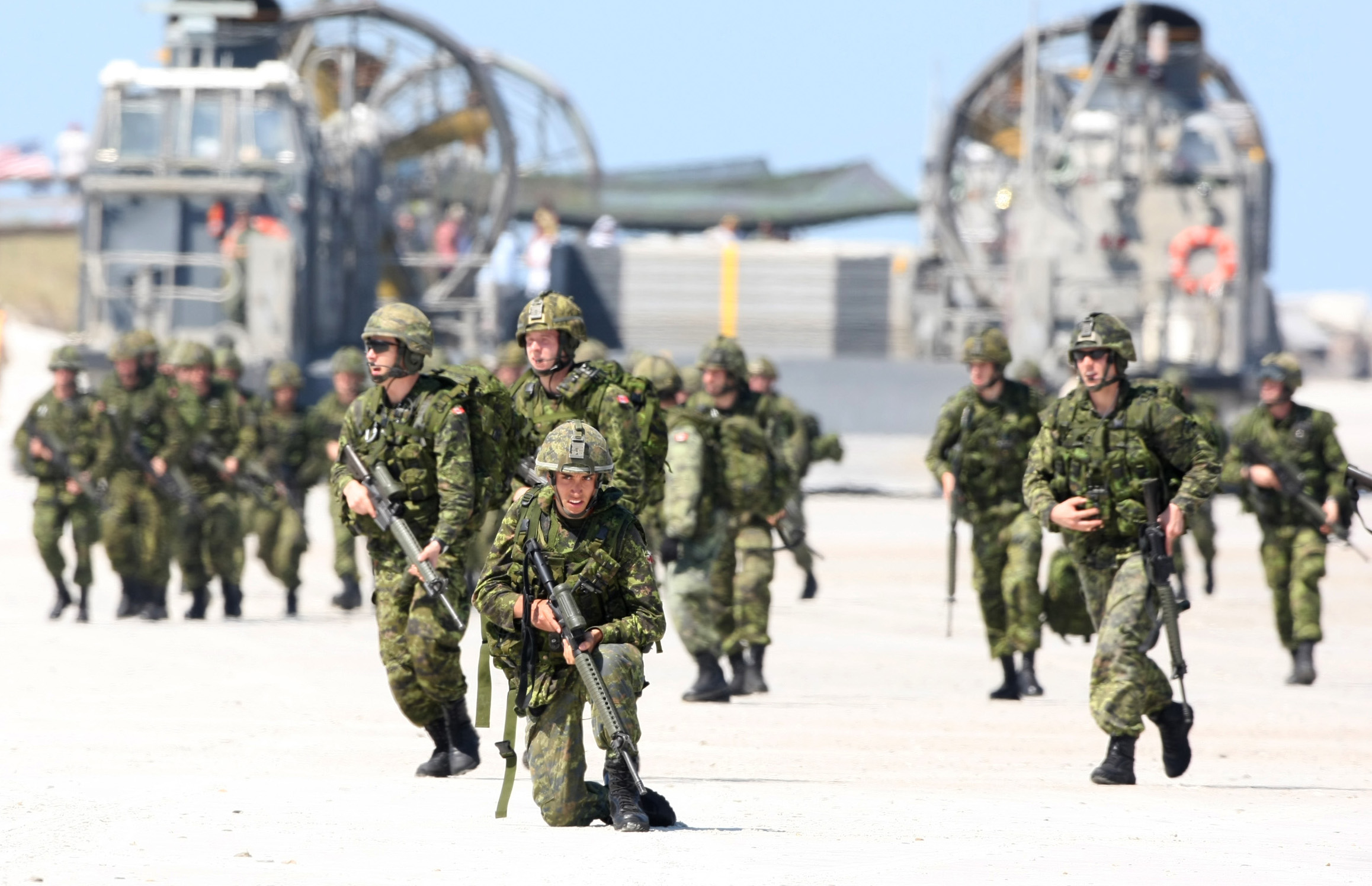
上陸演習を行うカナダ軍兵士
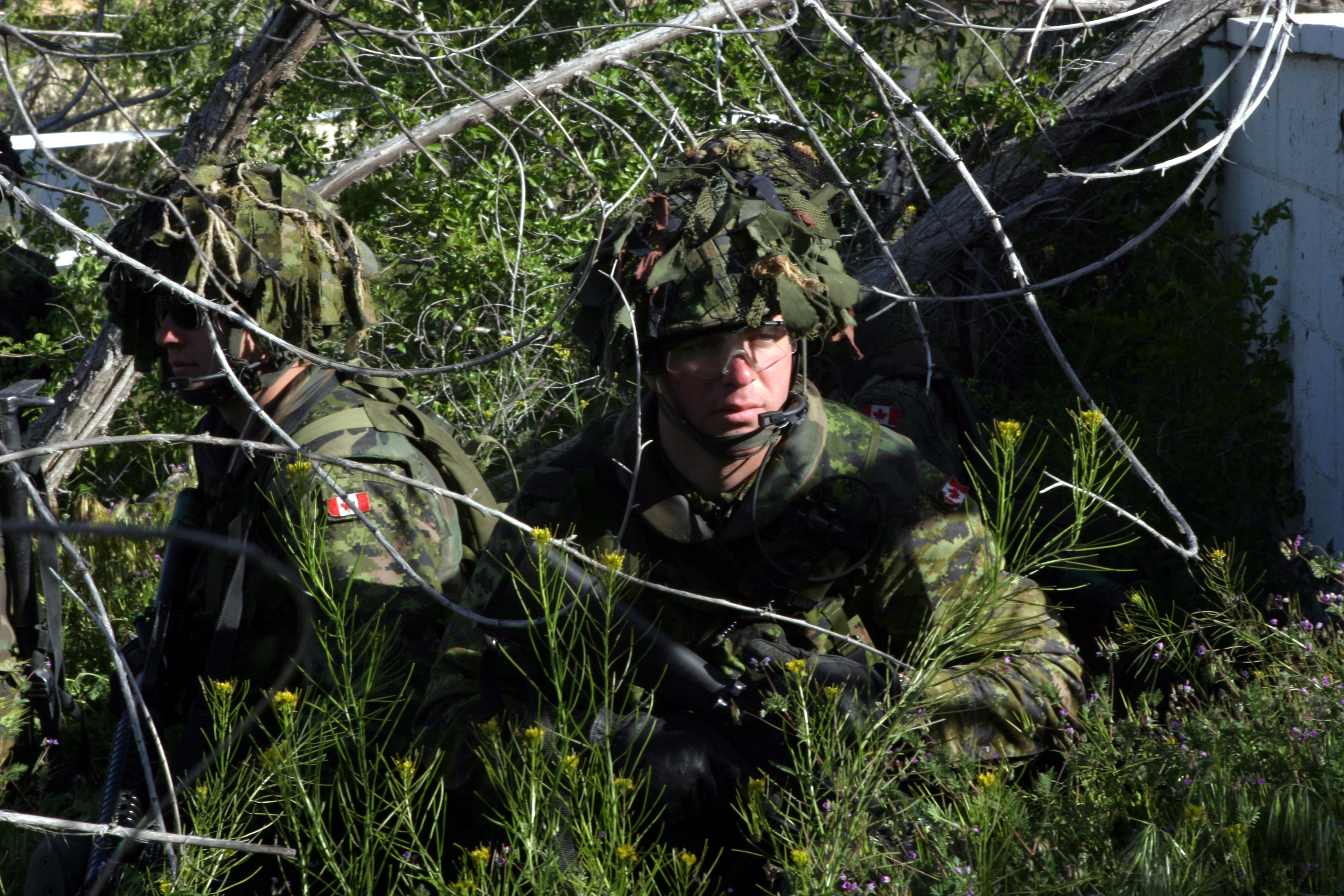
茂みに隠れたカナダ軍兵士
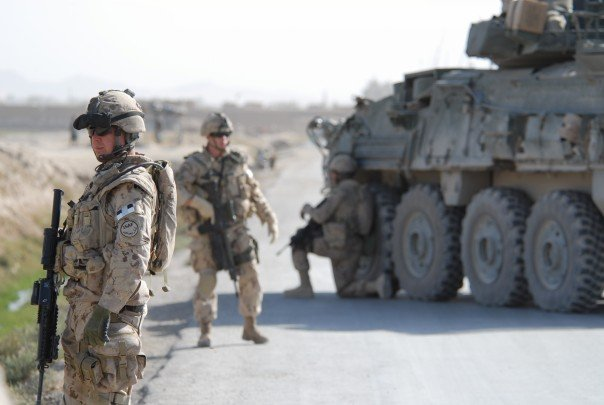
アフガニスタンで活動するカナダ軍兵士